# كاراكساوات
الكاراكساوات (الاسم العلمي: Characinae) هي أسرة من الأسماك تتبع الفصيلة الكاراكسية من رتبة كاراكسيات الشكل.

## أجناس الكاراكساوات
- الكاراكس